# الشوامي
قرية الشوامى هي إحدى القرى التابعة لمركز بلقاس في محافظة الدقهلية في جمهورية مصر العربية. حسب إحصاءات سنة 2006، بلغ إجمالي السكان في الشوامى 8728 نسمة، منهم 4242 رجل و4486 امرأة.